# Bancroft (Iowa)
Bancroft – miasto w Stanach Zjednoczonych, w stanie Iowa, w hrabstwie Kossuth.

## Demografia
Zgodnie ze spisem statystycznym z 2000, miasto liczyło 808 mieszkańców. W 2023 liczba mieszkańców spadła do 680 osób, a gęstość zaludnienia poniżej 486 osób/km².

## Geografia
Bancroft znajduje się na 43° 17' 34 N, 94° 13' 1 W (43.292791, -94.217063). Według United States Census Bureau miasto zajmuje obszar 1,4 km².